# Currás (Cabañas)
Currás (en gallego y oficialmente, Os Currás) es un lugar de la parroquia de Irís en el ayuntamiento coruñés de Cabanas, en la comarca del Eume. Tenía 5 habitantes en 2007 según datos del Instituto Gallego de Estadística de los cuales eran 2 hombres y 3 mujeres, lo que supone una disminución con relación a 1999 cuando tenía 7 habitantes.